# Danh sách di sản văn hóa Tây Ban Nha được quan tâm ở hạt Priorat (tỉnh Tarragona)
Danh sách di sản văn hóa Tây Ban Nha được quan tâm ở hạt Priorat (tỉnh Tarragona).

## Di tích theo thành phố

### C

#### Cabacés
| Tên             | Dạng                              | Địa điểm | Tọa độ                                        | Số hồ sơ tham khảo? | Ngày nhận danh hiệu? | Hình ảnh     |
| --------------- | --------------------------------- | -------- | --------------------------------------------- | ------------------- | -------------------- | ------------ |
| Lâu đài Cabacés | Di tích Kiến trúc quân sự Lâu đài | Cabacés  | 41°14′49″B 0°43′57″Đ / 41,246956°B 0,732461°Đ | RI-51-0006599       | 08-11-1988           | Upload image |

#### Cornudella de Montsant(Cornudella de Montsant)
| Tên                                    | Dạng                            | Địa điểm                       | Tọa độ                                        | Số hồ sơ tham khảo? | Ngày nhận danh hiệu? | Hình ảnh                                                    |
| -------------------------------------- | ------------------------------- | ------------------------------ | --------------------------------------------- | ------------------- | -------------------- | ----------------------------------------------------------- |
| Nhà trú tạm Gallicant                  | Khu khảo cổ                     | Cornudella                     |                                               | RI-55-0000330       | 16-10-1991           | Upload image                                                |
| Bodega Cooperativa Cornudella Montsant | Di tích Kiến trúc dân sự Bodega | Cornudella                     | 41°15′49″B 0°54′17″Đ / 41,263615°B 0,904672°Đ | RI-51-0010772       |                      | Bodega Cooperativa de Cornudella de Montsant · Upload image |
| Lugar Siurana                          | Địa điểm lịch sử                | Cornudella Siurana (Tarragona) | 41°15′29″B 0°55′56″Đ / 41,257996°B 0,932262°Đ | RI-54-0000013       | 19-01-1961           | Lugar de Siurana · Upload image                             |
| Cornudella Montsant                    | Khu phức hợp lịch sử            | Cornudella                     | 41°15′54″B 0°54′19″Đ / 41,265022°B 0,905369°Đ | RI-53-0000472       | 27-06-1995           | Villa de Cornudella de Montsant · Upload image              |

### F

#### Falset
| Tên                       | Dạng                                    | Địa điểm | Tọa độ                                        | Số hồ sơ tham khảo? | Ngày nhận danh hiệu? | Hình ảnh                                    |
| ------------------------- | --------------------------------------- | -------- | --------------------------------------------- | ------------------- | -------------------- | ------------------------------------------- |
| Bodega Cooperativa Falset | Di tích Kiến trúc dân sự Bodega         | Falset   | 41°08′33″B 0°49′05″Đ / 41,14261°B 0,818013°Đ  | RI-51-0010773       | 30-07-2002           | Bodega Cooperativa de Falset · Upload image |
| Lâu đài Falset            | Di tích Kiến trúc quân sự Lâu đài       | Falset   | 41°08′43″B 0°48′59″Đ / 41,145248°B 0,816374°Đ | RI-51-0006624       |                      | Castillo de Falset · Upload image           |
| Tường Falset              | Di tích Kiến trúc phòng thủ Tường thành | Falset   | 41°08′46″B 0°49′04″Đ / 41,146026°B 0,817867°Đ | RI-51-0006625       | 08-11-1988           | Muralla de Falset · Upload image            |

### L

#### La Figuera
| Tên                        | Dạng                                    | Địa điểm   | Tọa độ                                        | Số hồ sơ tham khảo? | Ngày nhận danh hiệu? | Hình ảnh     |
| -------------------------- | --------------------------------------- | ---------- | --------------------------------------------- | ------------------- | -------------------- | ------------ |
| Recinto tăng cường Figuera | Di tích Kiến trúc phòng thủ Tường thành | La Figuera | 41°13′00″B 0°43′53″Đ / 41,216774°B 0,731426°Đ | RI-51-0006626       | 08-11-1988           | Upload image |

#### La Morera de Montsant
| Tên               | Dạng                                          | Địa điểm              | Tọa độ                                        | Số hồ sơ tham khảo? | Ngày nhận danh hiệu? | Hình ảnh                            |
| ----------------- | --------------------------------------------- | --------------------- | --------------------------------------------- | ------------------- | -------------------- | ----------------------------------- |
| Cartuja Escaladei | Di tích Kiến trúc tôn giáo Monasterio cartujo | La Morera de Montsant | 41°15′25″B 0°48′37″Đ / 41,256899°B 0,810147°Đ | RI-51-0004434       | 04-11-1980           | Cartuja de Escaladei · Upload image |
| Lâu đài Morera    | Di tích Kiến trúc quân sự Lâu đài             | La Morera de Montsant | 41°15′52″B 0°50′28″Đ / 41,26446°B 0,841109°Đ  | RI-51-0006656       | 08-11-1988           | Upload image                        |

### M

#### Marsá(Marçà)
| Tên           | Dạng                              | Địa điểm | Tọa độ                                       | Số hồ sơ tham khảo? | Ngày nhận danh hiệu? | Hình ảnh     |
| ------------- | --------------------------------- | -------- | -------------------------------------------- | ------------------- | -------------------- | ------------ |
| Lâu đài Marsá | Di tích Kiến trúc quân sự Lâu đài | Marsá    | 41°07′26″B 0°48′08″Đ / 41,123877°B 0,80232°Đ | RI-51-0006640       | 08-11-1988           | Upload image |

### P

#### Poboleda
| Tên                         | Dạng                                    | Địa điểm | Tọa độ                                        | Số hồ sơ tham khảo? | Ngày nhận danh hiệu? | Hình ảnh     |
| --------------------------- | --------------------------------------- | -------- | --------------------------------------------- | ------------------- | -------------------- | ------------ |
| Recinto tăng cường Poboleda | Di tích Kiến trúc phòng thủ Tường thành | Poboleda | 41°13′58″B 0°50′40″Đ / 41,232857°B 0,844537°Đ | RI-51-0006681       | 08-11-1988           | Upload image |

#### Porrera
| Tên                      | Dạng                                          | Địa điểm | Tọa độ | Số hồ sơ tham khảo? | Ngày nhận danh hiệu? | Hình ảnh     |
| ------------------------ | --------------------------------------------- | -------- | ------ | ------------------- | -------------------- | ------------ |
| Lâu đài và muros Porrera | Di tích Kiến trúc phòng thủ Lâu đài y muralla | Porrera  |        | RI-51-0006683       | 08-11-1988           | Upload image |

### T

#### La Torre de Fontaubella(La Torre de Fontaubella)
| Tên                | Dạng                             | Địa điểm             | Tọa độ                                       | Số hồ sơ tham khảo? | Ngày nhận danh hiệu? | Hình ảnh     |
| ------------------ | -------------------------------- | -------------------- | -------------------------------------------- | ------------------- | -------------------- | ------------ |
| Tháp (Fontaubella) | Di tích Kiến trúc phòng thủ Tháp | Torre de Fontaubella | 41°07′28″B 0°51′52″Đ / 41,124573°B 0,86445°Đ | RI-51-0006742       | 08-11-1988           | Upload image |

#### Torroja del Priorat(Torroja del Priorat)
| Tên                 | Dạng                             | Địa điểm | Tọa độ                                        | Số hồ sơ tham khảo? | Ngày nhận danh hiệu? | Hình ảnh     |
| ------------------- | -------------------------------- | -------- | --------------------------------------------- | ------------------- | -------------------- | ------------ |
| Tháp Roja (Torroja) | Di tích Kiến trúc phòng thủ Tháp | Torroja  | 41°12′50″B 0°48′37″Đ / 41,213861°B 0,810282°Đ | RI-51-0006746       | 08-11-1988           | Upload image |

### U

#### Ulldemolins
| Tên                 | Dạng                              | Địa điểm    | Tọa độ                                        | Số hồ sơ tham khảo? | Ngày nhận danh hiệu? | Hình ảnh     |
| ------------------- | --------------------------------- | ----------- | --------------------------------------------- | ------------------- | -------------------- | ------------ |
| Lâu đài Ulldemolins | Di tích Kiến trúc quân sự Lâu đài | Ulldemolins | 41°19′21″B 0°52′34″Đ / 41,322537°B 0,876202°Đ | RI-51-0006767       | 08-11-1988           | Upload image |